# Bikini Drive-In
Pour plus de détails, voir Fiche technique et Distribution.
Bikini Drive-In est un film américain réalisé par Fred Olen Ray, sorti en 1995.

## Synopsis
Bikini Drive-In est une comédie pour adolescents racontant l’histoire de Kim Taylor (Ashlie Rhey), une étudiante courageuse. À la mort de son grand-père, elle apprend qu’elle a hérité de son cinéma en plein air au bord de la faillite, le El Monte Drive-in. Cependant, le vieil homme avait accumulé un retard de paiement du loyer de 25 000 $. Si Kim ne rassemble pas cette somme en une fin de semaine, sa propriété sera saisie par la banque. Kim décide de sauver l’entreprise familiale. 
Ceci contrarie beaucoup un promoteur immobilier, le capitaliste J.B. Winston (David F. Friedman). Cet homme d’affaires sans scrupules avait essayé par le passé sans succès d’acheter le drive-in, car c’est la seule chose qui entrave son projet de développement foncier, la construction d’un centre commercial géant. Winston engage donc deux poids lourds, Harry (Ross Hagen) et Carl (Peter Spellos) pour s’occuper de Kim, avec l’aide de son beau-fils Brian (Richard Gabai). Brian fait rapidement défection et rejoint l’autre camp après avoir rencontré Kim, et couché avec elle peu de temps après.
Brian, diplômé d’une école de commerce, met son savoir-faire au service de Kim et l’aide à réorganiser son affaire. Le drive-in avait un positionnement traditionnel, programmant des films classiques pour une clientèle familiale. Mais le projectionniste Oscar (Conrad Brooks) a conservé des copies d’un certain nombre de films grindhouse. Kim décide donc d’organiser un grand évènement pour la réouverture, afin de collecter rapidement une recette importante. Ce sera une rétrospective de séries B cultes, avec quatre longs métrages de Dyanne Lynne (Michelle Bauer), une scream queen des années 1980 : Sorority Sister Slaughterhouse, I Was a Teenage Tree, The Ape Man Cometh et Hollywood Chainsaw Hookers (seul ce dernier film existe réellement). Avec l’aide de Mandy (Tane McClure) et Candy (Becky LeBeau), des amies de collège de Kim, Brian demande au disc jockey local Randy Rocket (le réalisateur Fred Olen Ray, qui fait ici un caméo) de donner une publicité importante au spectacle, puis il convainc Dyanne Lynne de venir en personne à l’évènement. Enfin, pour que la fête soit mémorable, Kim embauche des filles vêtues de bikinis, qui se pavaneront devant les clients. Bientôt, les habitants remplissent le cinéma à ras bord, les films étant d’un intérêt secondaire par rapport aux fabuleuses filles en bikini !
En apprenant les plans de Brian, Winston décide de les saboter. Il envoie Carl effrayer les clients, pendant que Harry va s’assurer que Mlle Lynne ne se rendra jamais au spectacle. Winston envoie également le shérif local (Steve Barkett), farouchement conservateur, pour interdire toute cette dépravation.

## Distribution
- Ashlie Rhey : Kim Taylor
- Richard Gabai : Brian Winston
- Ross Hagen : Harry
- Peter Spellos : Carl
- Roxanne Blaze : Carrie
- Rob Vogl : Bobby
- Steve Barkett : le shérif Bloodstone
- Nikki Fritz : Susan
- Tom Shell : Tom
- George Cost : Daryl
- Michelle Bauer : Dyanne Lynn
- David F. Friedman : J.B. Winston
- Conrad Brooks : Oscar
- Gordon Mitchell : Goliath
- Hoke Howell : l’avocat
- Tane McClure : Mandy
- Albert Mitchell : James
- Fred Olen Ray : Randy Rocket
- Becky LeBeau : Candy[1]

## Réception critique
Bikini Drive-In recueille un score d’audience de 33% sur Rotten Tomatoes.